# إبراهيم العرابي
الفريق / إبراهيم العرابي (20 مايو 1931 - 18 سبتمبر 2019) رئيس أركان حرب القوات المسلحة المصرية في بداية عهد الرئيس محمد حسني مبارك لعدة سنوات حتى سنة 1987، شغل قبلها منصب رئيس هيئة عمليات القوات المسلحة، ومن قبلها منصب قائد الجيش الثاني الميداني، وهو أحد أعضاء تنظيم الضباط الأحرار المصريين التي قامت بما عرف بثورة يوليو 1952، والتي أدت إلى تنازل الملك فاروق عن العرش لولده الملك أحمد فؤاد الثاني، إلى أن أعلن عن قيام الجمهورية عام 1953. بدأ حياته العسكرية في نهاية فترة الأربعينيات وعاصر كافة حروب الصراع العربي الإسرائيلي وكافة التقلبات السياسية التي مرت بها مصر منذ حرب 1956 وحتى حرب 1973 التي كان أحد قادتها البارزين. اشتهر بالإنضباط الشديد والصرامة.

## النشأة
ولد إبراهيم العرابي في 20 مايو 1931 في مدينة المحلة الكبرى، لأب يدعى عبد الغفور العرابي من الأعيان، وترجع أصول عائلته إلى محافظة الغربية.

### الأقارب
- علي زكي العرابي باشا وزير المعارف العمومية ووزير النقل والمواصلات ورئيس البرلمان المصري في عهد الملك فاروق الأول.
- محمد العرابي وزير خارجية مصر السابق.
- نبيل العرابي سفير مصر لدى روسيا الاتحادية.

## التأهيل العسكري
- بكالوريوس العلوم العسكرية عام 1950 الكلية الحربية المصرية.
- ماجستير العلوم العسكرية أكاديمية فرونزي العسكرية العليا بالاتحاد السوفيتي.
- ماجستير العلوم العسكرية كلية القادة والأركان.
- زمالة كلية الحرب العليا أكاديمية ناصر العسكرية العليا.

## حياته المهنية
- بدأ الخدمة كضابط في سلاح الفرسان في 1950.
- انضم إلى الضباط الأحرار عن طريق ثروت عكاشة وكان له دور فعال في نجاح ثورة 23 يوليو 1952 طبقا لشهادة السيد حسين الشافعي.
- تعرض للاعتقال في عام 1954 عندما عارض الإجراءات المضادة للحرية والديمقراطية التي انتهجها مجلس قيادة الثورة وتم وضعه في سجن الأجانب هو وزملاؤه المعارضين في ميدان محطة مصر بأوامر من الرئيس جمال عبد الناصر.
- بعد مرور أسبوع في السجن خرج بعد التحقيق معه على يد زكريا محيي الدين وقدم استقالته ثم عاد للقوات المسلحة مرة أخرى.
- شارك ضد العدوان الثلاثي عام 1956.
- سافر في بعثة دراسية إلى الاتحاد السوفيتي لمدة ثلاث سنوات، حيث التحق بأكاديمية فرونز العسكرية العليا، تخرج بعدها حاملاً درجة «أركان حرب» عام 1961.
- قائد القوات العربية بالعراق.
- قائد سلاح المدرعات في حرب اليمن بعد أن استدعاه المشير عبد الحكيم عامر من وحدته.
- شارك في حرب 1967.
- بعد حرب 1967، صدر قرار بإحالته إلى المعاش، واعتقل لمدة عام على خلفية التخوف من دفعة شمس بدران وزير الحربية أثناء حرب 1967.
- تم الإفراج عنه في يونيه 1968.
- أصدر الرئيس محمد أنور السادات قراراً، بعودته إلى صفوف القوات المسلحة في مايو 1971، والتحق بأكاديمية ناصر العسكرية العليا في عام 1972، حيث حصل على درجة الزمالة عام 1972.
- خدم بالجيش الثاني الميداني وتدرج في الوظائف القيادية العسكرية.
- شارك في حرب الاستنزاف.
- نائب رئيس شعبة عمليات الجيش الثاني الميدانى.
- شارك في حرب أكتوبر 1973 وهو برتبة عميد كقائد فرقة 21 المدرعة.
- تم ترقيته إلي رتبة لواء في يوليو 1977 وعُيّن مساعد قائد الجيش الثاني الميدانى عام (1977 – 1978).
- رئيس أركان الجيش الثاني الميدانى عام (1978 – 1980).
- قائد الجيش الثاني الميداني عام (1980 – 1981).
- رئيس هيئة عمليات القوات المسلحة بعد حادثة الطائرة التي أستشهد فيها المشير أحمد بدوي عام (1981 – 1983).
- مساعد وزير الدفاع عام 1982.
- تم ترقيته إلى رتبة فريق في يوليو 1983 وعُيّن رئيسا لأركان حرب القوات المسلحة المصرية خلفا للفريق عبدرب النبي حافظ عام (1983 – 1987).
- أصدر الرئيس حسني مبارك قراراً بتعيينه رئيس الهيئة العربية للتصنيع عام (1987 – 1995) بعدما أحيل إلى التقاعد.

## حياته الشخصية
العرابي متزوج من إحدى قريباته ولديهم ثلاثة أبناء وهم خديجة، وخالد ويعمل في المخابرات العامة المصرية، وطارق ويعمل في المخابرات العامة المصرية.

## الأوسمة والأنواط والميداليات
|  |  |  |  |
|  |  |  |  |
|  |  |  |  |
|  |  |  |  |
|  |  |  |  |
|  |  |  |  |

- وسام الجمهورية من الطبقة الأولى 1987، 1995.
- ميدالية الترقية الإستثنائية عن دوره في حرب اليمن.
- ميدالية الخدمة الطويلة والقدوة الحسنة.
- نوط الواجب العسكري من الطبقة الثانية.
- نوط الخدمة الممتازة.
- نوط الواجب العسكري من الطبقة الأولي.
- نوط الشجاعة العسكري من الطبقة الأولى 1973.
- وسام التحرير.
- وسام ذكرى قيام الجمهورية العربية المتحدة.
- نوط الجلاء العسكري.
- نوط الإستقلال العسكري.
- نوط النصر.
- نوط تحرير سيناء 25 أبريل.
- نوط التدريب من الطبقة الأولى.
- ميدالية يوم الجيش.
- ميدالية العيد العاشر للثورة.
- ميدالية العيد العشرين للثورة.
- ميدالية 6 أكتوبر 1973.
- وسام ليبيا.
- وسام العراق.
- وسام زائير.
- وسام الولايات المتحدة.
- وسام الكاميرون.

## دوره في حرب أكتوبر

### معركة الفرقة 21 المدرعة

وفي حرب أكتوبر 1973 كان قائدا للفرقة 21 المدرعة التي تم دفعها في الساعة السادسة والنصف صباح يوم 14 أكتوبر من خط الدفاع المحدد لها داخل رأس كوبري الفرقة 16 مشاة (اللواء الأول المدرع في اليمين، واللواء 14 المدرع في اليسار) وتم تأمين دفعها بضربة جوية في اتجاه المجهود الرئيسي (اللواء الأول المدرع) من الساعة السادسة إلى الساعة السادسة والربع صباحا، اشتركت فيه 16 كتيبة مدفعية واستهلت فيه 0.4 وحدة نارية.
وفي الساعة الثامنة صباحا اصطدمت قوات الفرقة بمقاومة شديدة من مواقع مجهزة للعدو على الخط العام النقطة 118 – القطاوية – النقطة 146 جنوب وشمال الطريق الأوسط – كثيب عفان (شمال الطريق الأوسط). وفي نفس الوقت وصلت معلومات تفيد بأن العدو بدأ يحرك احتياطيه المدرع في اتجاه حبيطة على الجانب الأيمن للفرقة 16 مشاة. وكان موقف اللواء الأول المدرع بالغ السوء منذ بدء تحركه. فقد تعرض لقصف مركز من مدفعية العدو البعيدة المدى من عيار 175 مم، علاوة على نيران كثيفة من الدبابات وستائر الصواريخ المضادة للدبابات من النقطة 118 مما أدى إلى استشهاد العقيد أ.ح. محمد توفيق أبو شادي قائد اللواء وكذا قائد مدفعية اللواء في أول 15 دقيقة من المعركة، وتدمير دبابة قائد كتيبة اليسار وتولى رئيس أركان اللواء مسئولية القيادة. وأدى هذا الموقف بالإضافة إلى شدة وكثافة النيران التي تركزت على وحدات اللواء إلى ضياع السيطرة، خاصة بعد انقطاع الاتصال بين قيادة اللواء وبعض وحداته الفرعية. ونتيجة لذلك فقدت بعض هذه الوحدات اتجاهها، وتحركت نحو الشمال لتفادي المقاومات الشديدة التي أوقفت تقدمها بدلا من الاتجاه نحو الشرق وفقا للخطة الموضوعة، مما أدى إلى التصاق بعض سرايا الدبابات من اللواء الأول المدرع بوحدات اللواء 14 المدرع.
وكان موقف اللواء 14 المدرع أفضل من موقف اللواء الأول، فقد نجح في تدمير موقع العدو الذي اعترض طريق تقدمه، وتمكن من التقدم حوالي خمسة كيلو مترات أمام الحد الأمامي لرأس كوبري الفرقة 16 مشاة، ومن الوصول إلى الخط العام كثيب الصناعات كثيب عيفان، ولكنه أرغم على التوقف أمام نيران الدبابات والستائر المضادة للدبابات التي تركزت على وحداته من موقع العدو الحصين والسابق التجهيز في النقطة 146 شمال وجنوب الطريق الأوسط.
وفي الساعة الثامنة والنصف صباحا أصيب اللواء سعد مأمون قائد الجيش الثاني الذي كان يتابع موقف الفرقة 21 المدرعة من مركز القيادة المتقدم للجيش بنوبة قلبية، وقد بادر بالاتصال باللواء تيسير العقاد رئيس أركان الجيش الذي كان موجودا في الخلف في مركز القيادة الرئيسي للجيش وأبلغه بمرضه، ودعاه للحضور إلى مركز القيادة المتقدم للجيش لتولي القيادة بدلا منه، وانتقل هو إلى غرفة الاستراحة بمركز القيادة حيث أخذ بعض الأطباء في علاجه.
وقد اختلفت الأقوال حول السبب الحقيقي لمرض اللواء سعد مأمون والذي أدى إلى تنحيه عن قيادة الجيش الثاني يوم 14 أكتوبر وإلى اخلائه فيما بعد إلى مستشفى المعادي. وقد تطرق الفريق سعد الشاذلي في مذكراته، فأورد في الصفحة 247 ما يلي: «لقد كان تأثير أخبار هزيمة قواته (يقصد اللواء سعد مأمون) صباح اليوم ذات أثر كبير عليه فانهار. وكان معاونوه يعتقدون أنه بعد عدة ساعات من النوم سوف يستعيد نشاطه، ولذلك حجبوا المعلومات عن القيادة العامة».
وفي الساعة العاشرة صباحا يوم 14 أكتوبر وصل اللواء تيسير العقاد رئيس أركان الجيش الثاني إلى مركز القيادة المتقدم للجيش في الإسماعيلية. وتولى القيادة اعتبارا من هذا التوقيت. وكانت الفرقة 21 المدرعة ما تزال مشتبكة في قتال عنيف مع مقاومات العدو التي أوقفتها عن التقدم. وأصدر قائد الفرقة أمرا إلى اللواء 18 مش ميكا (النسق الثاني للفرقة) بالتحرك إلى منطقة الطالية، وأن يكون مستعدا للدفع للاشتباك من اتجاه كثيب الخيل يمين اللواء 14 المدرع. وكانت فكرة قائد الفرقة ترمي إلى استخدام المشاة المترجلة كي تتعاون مع الدبابات لتدمير مقاومات العدو التي أوقفت تقدم اللواء 14 المدرع خاصة في النقطة 146 بعد توجيه قصفة النيران عليها من الطيران والمدفعية. وقد تمت معاونة هجوم الفرقة 21 المدرعة بحشد ضخم من نيران المدفعية اشتركت فيه مجموعة مدفعية الجيش الثاني ومجموعات مدفعية الفرق 21 المدرعة و16 مشاة و2 مشاة وتركزت قصف نيرانها على مواقع العدو التي أوقفت تقدم الفرقة 21 المدرعة، وعلى مواقع بطاريات مدفعية العدو في العمق. وعندما طلب قائد الفرقة مجهوداً جوياً قامت مدفعية الفرقة المدرعة بضرب ستارة دخان لتحديد الخط الذي وصلت إليه قوات الفرقة لقواتنا الجوية. وقد تم تنفيذ 2 طلعات طيران لمعاونة الفرقة، وقامت الطائرات بقصف مواقع العدو، ولكن تأثير الضرب كان محدودا بسبب عدم تحقيق اتصال مباشر بين الفرقة والطيران لتحديد الأهداف المطلوب تدميرها.
وكان موقف اللواء الأول المدرع لا يزال سيئا بعد فقد قيادة اللواء السيطرة على بعض وحداته الفرعية نتيجة لاستشهاد قائد اللواء في بداية المعركة وانقطاع الاتصال مع إحدى كتائبه المدرعة بسبب تدمير دبابة قائدها، مما أدى إلى انضمام عناصر منه إلى اللواء 14 المدرع، كما أن جانبا من وحداته الفرعية دخلت في رأس كوبري الفرقة 16 مشاة. وقد بذل العميد أ.ح. إبراهيم العرابي قائد الفرقة 21 المدرعة جهدا كبيرا لاعادة تجميع اللواء الأول المدرع واحكام السيطرة عليه تمهيدا لاستعادة كفاءته القتالية.
وفي نفس الوقت استمر اللواء 14 المدرع يقاتل بعناد من موقعه على الخط كثيب الصناعات-كثيب عيفان ضد المقاومة العنيفة للعدو في النقطة الحصينة 146. وقامت الفرقة الثانية المشاة بمعاونة اللواء المدرع وحماية جنبه الأيسر بنيران مدفعيتها وأسلحتها المضادة للدبابات. وعندما شن العدو هجمة مضادة على الجانب الأيمن للواء بسريتي دبابات مدعمتين ببعض المشاة الميكانيكية، تمكن اللواء بالتعاون مع احتياطي الفرقة المضاد للدبابات الذي قام بالفتح على جانبه الأيمن من صد الهجوم المضاد وتدمير 5 دبابات للعدو. وقد قام العدو طوال يوم 14 أكتوبر بتركيز نيران مدفعيته بعيدة المدى من عيار 155 مم و175 مم وقصفه الجوي على مواقع ووحدات الفرقة 21 المدرعة والفرقة 16 مشاة. وعندما حاولت بعض الاحتياطيات المدرعة للعدو القيام بهجوم مضاد من اتجاه كثيب الحبشي من الجنوب على الطريق العرضي 2 قامت الفرقة 16 مشاة بصد هذا الهجوم، وتمكنت من تدمير 4 دبابات.
وفي الساعة الواحدة والنصف ظهرا أصبح موقف الفرقة 21 المدرعة حرجا. فلقد عجز اللواء الأول المدرع عن تطوير أعمال قتاله شرقا وأصيب بخسائر كبيرة، وأصبحت دباباته المتبقية 66 دبابة. بينما تعرض اللواء 14 المدرع لهجوم جوي مركز ونيران كثيفة وضرب مباشر من الدبابات والصواريخ المضادة للدبابات، وأصبحت دباباته المتبقية 44 دبابة، أي أن الفرقة فقدت حوالي 50% من دباباتها إذا أضفنا إليها دبابات اللواء الميكانيكي الذي لم يشترك في القتال.
وكان اللواء 18 المشاة الميكانيكي مستمرا في التجمع في أرتال سرايا في منطقة الطالية استعدادا لدفعه للاشتباك، وقد تعرض أثناء ذلك لقصف جوي ونيران مدفعية مركزة أما وحدات مدفعية الفرقة فقد كانت ما تزال في محلاتها خلف خط الدفع داخل رأس كوبري الفرقة 16 مشاة وقائمة بتقديم المعونة المطلوبة للوحدات بنيرانها. وكان قرار قائد الفرقة المدرعة هو التمسك بالخط العام كثيب الصناعات عيفان بقوة اللواء 14 المدرع والكتيبة التي انضمت إليه من اللواء الأول المدرع، واعادة تجميع اللواء الأول المدرع (عدا كتيبة) في المنطقة جنوب كثيب أبو وقفة مع استمرار تمركز اللواء 18 المشاة الميكانيكي غرب الطالية، وسرعة استعادة الكفاءة القتالية للفرقة استعدادا لاستئناف التقدم وتحقيق المهمة التي كلفت بها. وقد صدق قائد الجيش بالنيابة على قرار قائد الفرقة حوالي الساعة الثانية ظهرا. وفي نفس التوقيت قام اللواء تيسير العقاد الذي كان يتولى قيادة الجيش الثاني بالاتصال بالقائد العام الفريق أول أحمد إسماعيل بالمركز 10 بالقاهرة وشرح له موقف الفرقة 21 المدرعة وقراره الذي أصدره باستمرار الفرقة في تحقيق مهمتها، ولكنه طلب من القائد العام تقديم معاونة جوية للفرقة لمساعدتها في ازاحة مقاومات العدو التي اعترضت طريقها وأوقفتها عن التقدم.
وازاء الموقف الجديد بعد تمركز معظم وحدات الفرقة 21 المدرعة داخل رأس كوبري الفرقة 16 مشاة، أصدر اللواء تيسير العقاد أمره باستمرار اللواء 24 المدرع في مكانه الأصلي في رأس كوبري الفرقة 2 مشاة وألغى القرار السابق بتحركه إلى منطقة المحطة 3 شرق الإسماعيلية ليكون احتياطيا في يد قائد الجيش لصالح رأس كوبري الجيش الموحد.
وكان الرئيس الراحل أنور السادات قد وصل حوالي الواحدة والنصف ظهرا يوم 14 أكتوبر إلى المركز 10 بناء على طلب من القائد العام، وأخطره الفريق أول أحمد إسماعيل بعد حضوره إلى مقر القيادة بأن عملية تطوير الهجوم على طول الجبهة لم تصادف نجاحا، وأن القوات المدرعة والميكانيكية التي قامت بعملية تطوير الهجوم في قطاعي الجيشين الثاني والثالث قد منيت بخسائر كبيرة في الدبابات بلغت حوالي 250 دبابة. وأمر الرئيس الراحل السادات الفريق سعد الشاذلي رئيس الأركان بالتحرك في الحال إلى الجبهة لرفع معنويات الضباط والجنود. وفي حوالي الساعة الرابعة مساء وصل الفريق الشاذلي إلى مركز القيادة المتقدم للجيش الثاني، وقام بزيارة اللواء سعد مأمون الذي كان يرقد في الاستراحة وإلى جانبه الطبيب الذي كان يشرف على علاجه. وقد ذكر الفريق سعد الشاذلي في مذكراته أنه عندما أبلغ اللواء سعد مأمون أثناء زيارته له بأنه سيتم اخلاؤه إلى مستشفى المعادي، انزعج كثيرا ورجاه ألا يفعل ذلك مؤكدا أنه يستطيع أن يمارس مسئولياته فورا، لكن الطبيب بناء على اتفاق مسبق مع سعد الشاذلي اتصل به هاتفيا صباح اليوم التالي (15 أكتوبر) وأخبره بأن حالة سعد مأمون لم تتحسن، ولذا فقد تم اخلاؤه إلى مستشفى القصاصين في بادئ الأمر ثم إلى مستشفى المعادي، حيث بقى فيه إلى ما بعد وقف إطلاق النار. وبعد أن غادر الفريق الشاذلي غرفة اللواء سعد مأمون اجتمع مع ضباط قادة الجيش الثاني وبحث معهم الموقف، كما قام قام بالاتصال بجميع قادة الفرق وأبلغهم تحيات الرئيس وتشجيعه لهم.
ورغم تحذيرات العميد أ.ح. إبراهيم العرابي للفريق سعد الشاذلي بعدم العبور إلى شرق القناة نظرا لهبوط الظلام مما سوف يجعل التحرك ليلا في ميدان المعركة عملية بالغة الخطورة، فان الفريق سعد الشاذلي صمم على زيارة الفرقة 21 المدرعة نظرا لأنها التشكيل الذي تحمل العبء الأكبر من المعركة صباح هذا اليوم ولكنه عجز عن عبور القناة بعربته، فلقد وجد أحد الكباري مدمرا ووجد الكوبري الآخر مرفوعا من مكانه لتفادي تدميره بواسطة مدفعية العدو التي كانت مستمرة طوال الوقت في عمليات القصف، ولذا فقد اضطر رئيس الأركان إلى العودة مرة أخرى إلى مركز قيادة الجيش فوصله حوالي الساعة الثامنة مساء. وبعد أن اتصل هاتفيا بالعميد أ.ح. إبراهيم العرابي تحرك عائدا إلى القاهرة ووصل إلى المركز 10 حوالي الساعة الحادية عشر مساء، حيث أبلغ الموقف إلى الفريق أول أحمد إسماعيل. وحوالي منتصف الليل اتصل به الرئيس الراحل السادات، ولما استفسر منه عن الموقف أعاد على مسامعه كل ما رآه وفعله في تلك الزيارة.
وفي الساعة التاسعة مساء كانت الأوامر قد صدرت من قيادة الجيش الثاني بناء عل تعليمات القيادة العامة إلى قائد الفرقة 21 المدرعة بتجميع الفرقة داخل رأس كوبري الفرقة 16 مشاة قبل أو ضوء يوم 15 أكتوبر، وذلك لتدعيم الدفاع عن رأس الكوبري مع استمرار أعمال إعادة تجميع الفرقة واستعادة كفاءتها القتالية في أقرب وقت ممكن.
ورغم الخسائر الجسيمة التي أصابت بها الفرقة 21 المدرعة، والمواقف الصعبة التي واجهتها خلال عملية تطوير الهجوم صباح يوم 14 أكتوبر، فان الفرقة قاتلت العدو قتالا مجيدا، وخسرت عدد كبير من رجالها ودباباتها. ولكن الظروف غير المواتية والأخطاء التكتيكية التي وقعت وقفت حائلا دون تحقيق الفرقة للمهمة التي تم تكليفها بها.